# 恋の冒険者たち
『恋の冒険者たち』（こいのぼうけんしゃたち）は、宝塚歌劇団のミュージカル作品。星組公演。
併演作品は『フェスタ・フェスタ -世界はひとつII-』。

## 解説
※『宝塚歌劇100年史（舞台編）』の宝塚大劇場公演のページを参照
形式名は「ニュー・ミュージカル」。20場。
ウィリアム・シェイクスピアの喜劇『十二夜』を参考に、時代を現代に置き換えて設定した作品。
村上信夫の演出家デビュー作品。

## あらすじ
※『宝塚歌劇100年史（舞台編）』の宝塚大劇場公演のページを参照
アメリカ合衆国の音楽院の学生・クリスは、妹のビッキーと共に南ヨーロッパの街にやって来るが、くだらないことで喧嘩し、別々の行動をすることになる。クリスはレコード会社のオーディションに合格し、詩人のオリヴィアと出会う。彼女はビッキーが秘書を務める人気歌手・オーシーノの恋人であった。地中海に面した南ヨーロッパの街を舞台に、音楽家をめざす若者を描いている。

## 公演期間と公演場所
- 1980年3月27日 - 5月13日[1]（第1回・新人公演：4月11日[2]、第2回・新人公演：4月25日[2]）　宝塚大劇場
- （東京宝塚劇場未公演）

## 主な配役
- クリス - 瀬戸内美八（第1回・新人公演：大浦みずき、第2回・新人公演：朝香じゅん）[2]
- オリヴィア - 東千晃（第1回・新人公演：湖条れいか、第2回・新人公演：秋篠美帆）[2]

## 主な楽曲
- 恋の冒険者たち
- LET'S MAKE OUR MUSIC
- オーシーノーとヴィッキー
- オリヴィアの歌
- 恋のイリリア
- ダウンタウン・カフェ
- マイ・ビジネス
- マイ・ファースト・ジャンプ
- ロック・モンスター・パーティ
- ロックン・ロール・キング
- ロンリー・ナイト

（作詞：村上信夫 (宝塚歌劇) 作曲：吉崎憲治）
- イリリア
- ダウン・タウン・ストリート
- 夢のコーラス

（作曲：吉崎憲治）

## スタッフ
- 作・演出：村上信夫[1]
- 作曲・編曲：吉崎憲治[3]
- 編曲・音楽指揮：橋本和明[3]
- 振付[3]：中川久美、羽山紀代美
- 装置：石浜日出雄[3]
- 衣装：任田幾英[3]
- 照明：今井直次[4]
- 音響：松永浩志[4]
- 小道具：万波一重[4]
- 効果：吉田雄二[4]
- 合唱指導：橋本和明[4]
- 演出助手[4]：三木章雄、中村暁、谷正純
- 制作：久国高[4]